# INTERMAGNET
INTERMAGNET, acronyme de INTERnational Real-time MAGNETic Observatory Network (en français réseau international d'observation en temps réel du magnétisme), est une organisation internationale qui réunit des instituts mettant en œuvre des magnétomètres terrestres. L'objectif de ce consortium est de centraliser les variations du champ magnétique terrestre à l'échelle du globe en utilisant des standards communs et de mettre à disposition ces informations.  

## Historique
INTERMAGNET a été créé à la suite d'ateliers qui ont lieu en 1986 et 1987. Un projet pilote organisant les échanges entre l'Institut d'études géologiques des États-Unis et le British Geological Survey est décrit au cours d'une session de l' Association internationale de géomagnétisme et d'aéronomie durant la 19ème assemblée de l'Union géodésique et géophysique internationale qui se tient à a Vancouver (Canada) en aout 1987. Les transferts de données entre les deux instituts utilisent le satellite météorologique géostationnaire américain GOES Est. Les échanges sont élargies peu après à d'autres institutions pour aboutir à une couverture mondiale.

## Processus
Les mesures effectuées par les différents observatoires sont centralisées quotidiennement au niveau de cinq noeuds (les GIN Geomagnétic Information Nodes) qui sont chargées de les redistribuer et qui sont situés à Edinbourg (géré par le British Geological Survey), Golden dans le Colorado (Institut d'études géologiques des États-Unis), Kyoto (Université de Kyoto), Ottawa (Commission géologique du Canada) et Paris (Institut de physique du globe de Paris). 

## Données
Les mesures vectorielles sont effectuées avec une résolution de 0,1 nT et une fréquence de 1 seconde. Les mesures scalaires sont effectuées avec une résolution de 0,1 nT, une précision de 1 nT et une fréquence de 30 secondes. Les mesures brutes sont transmises  dans un délai de 72 heures maximum

## Organisation
INTERMAGNET regroupe une cinquantaine d'instituts. La France est représentée par l'Institut de physique du globe de Paris qui disposent d'environ 120 stations de mesures (les IMO) réparties sur l'ensemble du globe. 
INTERMAGNET comprend un conseil exécutif qui a la charge des questions relatives aux participations internationales ainsi que celles portant sur les échanges de données et qui gère les communications avec les agences nationales et les agences internationales scientifiques ou participant au financement. Le comité opérationnel conseille le conseil exécutif sur les aspects techniques (instrumentation, traitement des données et des communications). Ce comité établit également les standards et les formats mis en oeuvre pour les échanges de données. 